# Рт Дежњов
Рт Дежњов (рус. Мыс Дежнёва; енгл. Cape Dezhnev) рт је на крајњем истоку азијског континета и уједно најисточнија тачка у континенталном делу Евроазије. Рт се налази на крајњем истоку Чукотског полуострва на обалама Беринговог мореуза, на подручју Чукотског аутономног округа азијског дела Руске Федерације.
Рт је име добио у част руског истраживача Сибира и морепловца Семјона Дежњова који је још 1648. године као први европски морепловац опловио Чукотско полуострво. Рт није имао званично име све до почетка XVIII века, а на својој карти из 1778. године енглески морепловац Џејмс Кук означио га је као Источни рт (енгл. East Cape). Садашње име носи од 1898. године.
Рт Дежњова представља изоловано планинско подручје максималне надморске висине до 740 метара чије се стране стрмо спуштају ка обалама Беринговог мореуза који спаја Чукотско море Северног леденог океана на северу са Беринговим морем Тихог океана на југу. Најзападнија тачка северноамеричког континента Рт Принц од Велса налази се на 86 km источније на обалама Аљаске.
Рт се налази у зони арктичке климе са просечним зимским температурама ваздуха од око −40°C, односно летњим од око +8 °C. У подножју рта налазе се бројне колоније моржева и фока, те колоније морских птица.
Од насељених места на том подручју се налазе села Уелен, Лаврентија, Лорино, Ново Чаплино, Сиреники и Уељкаљ. На рту се налази обелиск посвећен Семјону Дежњову.